# Občina Semič
Občina Semič je ena od občin v Republiki Sloveniji z nekaj manj kot 4000 prebivalci in središčem v Semiču, ki šteje malo več kot polovico prebivalstva te občine. Nastala je leta 1994 z izločitvijo iz občine Črnomelj, katere del je bila od leta 1959.

## Naselja v občini
Blatnik pri Črmošnjicah, Brezje pri Rožnem Dolu, Brezje pri Vinjem Vrhu, Brezova Reber, Brezovica pri Črmošnjicah, Brstovec, Cerovec pri Črešnjevcu, Coklovca, Črešnjevec pri Semiču, Črmošnjice, Gornje Laze, Gradnik, Hrib pri Cerovcu, Hrib pri Rožnem Dolu, Kal, Komarna vas, Kot pri Semiču, Krupa, Krvavčji Vrh, Lipovec, Maline pri Štrekljevcu, Moverna vas, Nestoplja vas, Omota, Oskoršnica, Osojnik, Planina, Podreber, Potoki, Praproče, Praprot, Preloge, Pribišje, Pugled, Rožni Dol, Sela pri Vrčicah, Semič, Sodji Vrh, Sredgora, Srednja vas, Starihov Vrh, Stranska vas pri Semiču, Trebnji Vrh, Vinji Vrh pri Semiču, Vrčice, Štrekljevec